# Olenecamptus quadriplagiatus
Olenecamptus quadriplagiatus là một loài bọ cánh cứng trong họ Cerambycidae.